# Boca (rzeka)
Boca – rzeka III rzędu na słowackim Liptowie, lewostronny dopływ Wagu. Lokalnie, w różnych okresach występuje pod nazwami Bocianka, Bociansky potok, Malužinka, Stará Boca, Starobocký potok. Długość rzeki to 19,4 km.
Jej źródła znajdują się w Tatrach Niżnych (Dumbierskie Tatry), nieco na wschód od przełęczy Bocianske sedlo, na północnych zboczach grzbietu schodzącego od wzniesienia Panská hoľa na wschód ku przełęczy Kumštové sedlo, na wysokości około 1520 m n.p.m. Początkowo płynie na wschód przez Starobocianską dolinę do wsi Vyšná Boca, gdzie z prawej strony wpadają do niej dwa potoki: Čertovica spod przełęczy Čertovica i Grúňový potok spod przełęczy Bacúšske sedlo. Boca zmienia bieg na północny i płynie dalej Bocianską doliną. Przepływa przez wieś Nižná Boca, w obrębie której uchodzą do niej potoki Chopcovica i Fišiarsky potok.
Po zebraniu wód Malužiny skręca na północny zachód. Przepływa przez wieś Malužiná, po czym wpada do niej Svidovský potok. Dalej skręca na północ, zbiera wody Michalovskiego potoku i wpływa do Kotliny Liptowskiej. W obrębie wsi Kráľova Lehota, na północny zachód od centrum jej zabudowy wpada do Wagu na wysokości 658 m n.p.m.
Potok wspominany jest od XIII w.: w 1230 torrens Beuchna, 1263 ad aquam Bucha, 1273 in fluvium Bocha. Od 1726 występuje w węgierskiej formie jako Bocza. We współczesnej formie słowackiej od połowy XIX w.: 1848 Boca Woda, Boca Potok.

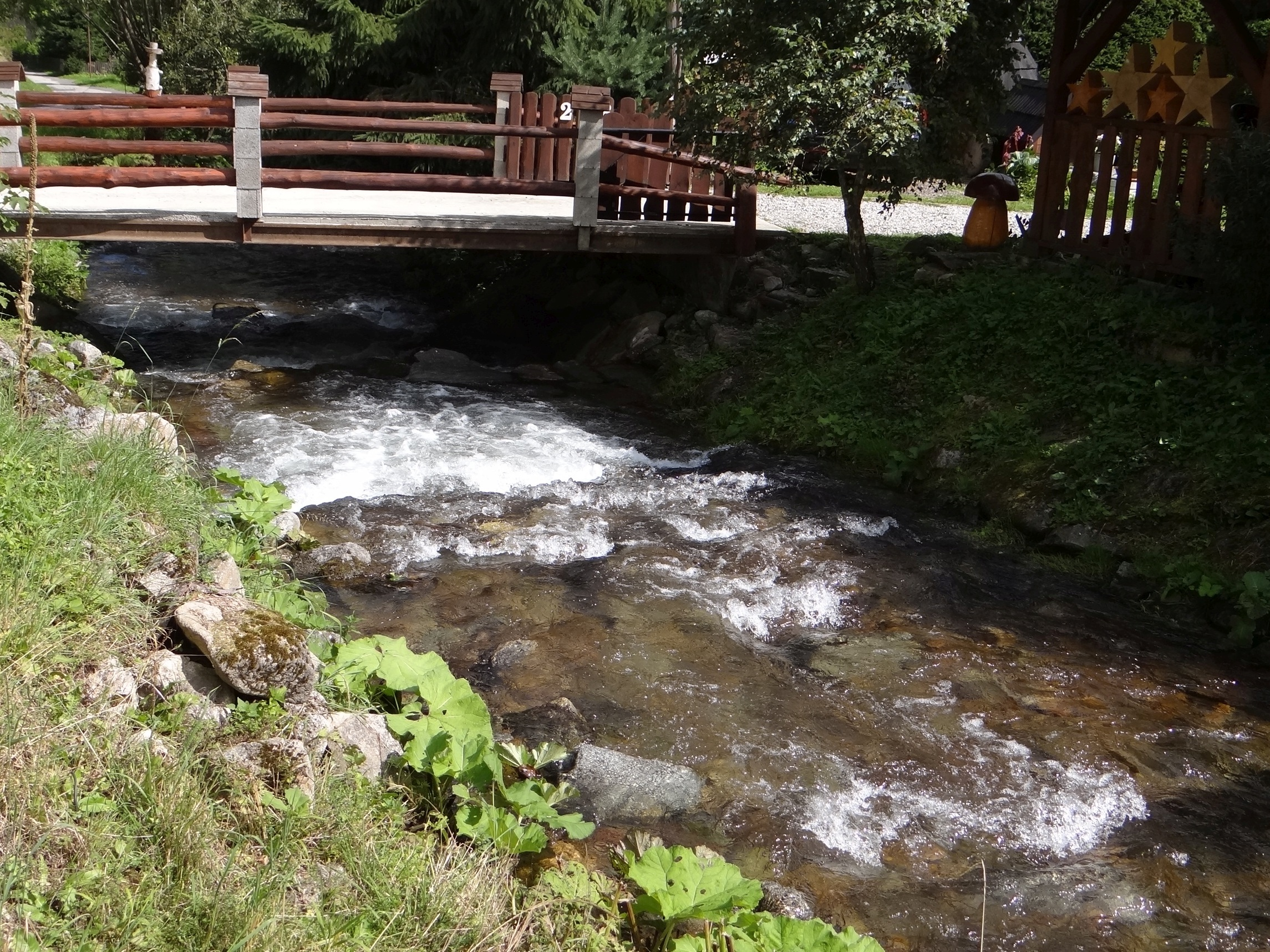
Boca we wsi Nižná Boca